# 梅野雄吾
梅野 雄吾（うめの ゆうご、1999年1月13日 - ）は、佐賀県佐賀市出身のプロ野球選手（投手）。右投右打。中日ドラゴンズ所属。

## 経歴

### プロ入り前
佐賀市立新栄小学校5年時に新栄少年野球部で野球を始める。
佐賀市立昭栄中学校時代は硬式野球チーム「佐賀フィールドナイン」に所属し、二塁手として3年時には九州大会優勝を経験した。3年生の冬から投手に転向する。
福岡県筑紫野市の九産大九州産業高校に進学。1年生秋からベンチ入りし、冬の下半身強化によって130km/h程度の球速が143km/hまで伸び、2年生の春にはエースの座を掴む。甲子園出場経験は無いが、2年生秋の秋季九州大会において準々決勝に進出する。3年生夏の第98回全国高等学校野球選手権福岡大会3回戦では、本塁打を含む3打点を挙げるも福岡県立福島高等学校に敗れた。
2016年10月20日に行われたプロ野球ドラフト会議にて東京ヤクルトスワローズから3位指名を受け、契約金5000万円、年俸580万円で入団した（金額は推定）。背番号は38。

### ヤクルト時代

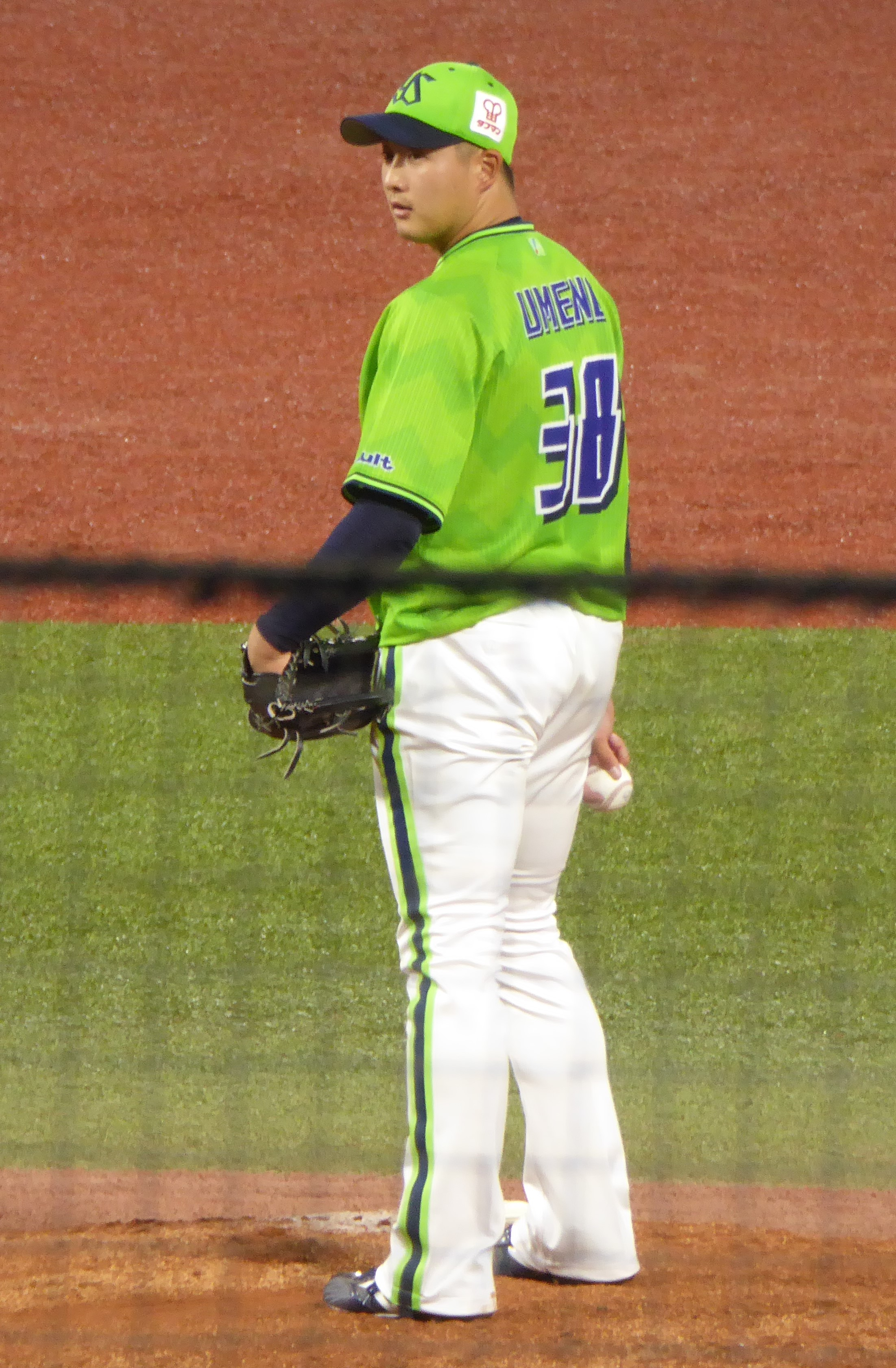
東京ヤクルトスワローズ時代 (2020年9月16日 明治神宮野球場)

2017年8月9日、対横浜DeNAベイスターズ戦（明治神宮野球場）において、セ・リーグの高卒新人選手で最速の一軍デビューとなる初登板・初先発を迎えるが、3回5失点で降板し、黒星を喫した。最終的には、2試合に先発し、0勝1敗、防御率は6.75を記録。11月24日、70万円増となる推定年俸650万円で契約を更改した。
2018年は5月までに3試合登板、2回1/3イニングを自責点11で防御率42.43と振るわず二軍落ち。夏に入ってからは安定した投球で、8月中盤からは7回を投げるセットアッパーとしての地位を確立し、8月25日のDeNA戦（神宮）ではプロ初勝利を記録した。最終的には、29試合に登板し、3勝2敗10ホールド、防御率7.09を記録。11月21日、450万円増となる推定年俸1100万円で契約を更改した。
2019年は3月に行われた侍JAPAN対メキシコの強化試合のメンバーとして選出された。5月6日には上半身のコンディション不良で登録抹消された石山泰稚の代役としてプロ入り初セーブを記録するなど、最終的にチーム最多の68試合に登板し、2勝4敗4セーブ28ホールド、防御率3.72を記録。12月9日、2200万円増となる推定年俸3300万円で契約を更改した。
2020年は、42試合に登板し、5勝2敗12ホールド、防御率3.61を記録。12月9日、400万円減となる推定2900万円で契約を更改した。
2021年は、29試合に登板し、0勝0敗8ホールド、防御率2.49を記録。12月15日、300万円減となる推定年俸2600万円で契約を更改した。
2022年の開幕前、外国人投手の調整遅れによる先発の駒不足のため、先発転向を目指すこととなった。しかし、オープン戦でスタミナ不足を指摘されるなど課題を残し、シーズンに入ると例年通り中継ぎで起用された。この年は41試合に登板し、4勝3敗16ホールド、防御率3.00を記録した。しかし、夏場以降登板過多で不調に陥り、2021年同様、リーグ優勝時には登録抹消されており、2年連続でリーグ優勝には立ち会えず、同年の日本シリーズも2年連続でベンチ外だった。10月3日には嶋基宏の引退試合にて9回表に登板。嶋がNPBでマスクを被る最後の投手となった。12月9日、900万円増となる推定年俸3500万円で契約を更改した。
2023年は投球フォームに悩むなど5登板に終わり、2年目から続いた2桁登板が途切れた。12月7日、700万円減となる推定年俸2800万円で契約を更改した。

### 中日時代
2023年12月8日、現役ドラフトで中日ドラゴンズから指名され、移籍が決まった。背番号は46。
2024年6月2日のオリックス・バファローズ戦で1-1で迎えた延長11回裏に登板。三者凡退で切り抜け、12回表には中田翔の勝ち越し打で2-1で勝利し、移籍後初勝利を挙げた。

## 選手としての特徴
それほど上背は無いが、力のあるストレートを投げ、高校時代の2016年に東海大福岡との練習試合で154km/hを記録した。変化球は最も自信を持っているカットボールの他、縦のスライダー、チェンジアップ、カーブを投げる。

## 人物
3歳から小学校4年生まで体操教室に通っており、新入団選手発表会において特技紹介コーナーで山田哲人以来となる逆立ち歩行を披露した。

## 詳細情報

### 年度別投手成績
| 年 度     | 球 団     | 登 板 | 先 発 | 完 投 | 完 封 | 無 四 球 | 勝 利 | 敗 戦 | セ 丨 ブ | ホ 丨 ル ド | 勝 率 | 打 者 | 投 球 回 | 被 安 打 | 被 本 塁 打 | 与 四 球 | 敬 遠 | 与 死 球 | 奪 三 振 | 暴 投 | ボ 丨 ク | 失 点 | 自 責 点 | 防 御 率 | W H I P |
| --------- | --------- | ----- | ----- | ----- | ----- | -------- | ----- | ----- | -------- | ----------- | ----- | ----- | -------- | -------- | ----------- | -------- | ----- | -------- | -------- | ----- | -------- | ----- | -------- | -------- | ------- |
| 2017      | ヤクルト  | 2     | 2     | 0     | 0     | 0        | 0     | 1     | 0        | 0           | .000  | 37    | 8.0      | 5        | 1           | 9        | 0     | 0        | 8        | 3     | 0        | 7     | 6        | 6.75     | 1.75    |
| 2018      | ヤクルト  | 29    | 1     | 0     | 0     | 0        | 3     | 2     | 0        | 10          | .600  | 128   | 26.2     | 27       | 5           | 22       | 1     | 3        | 25       | 1     | 0        | 22    | 21       | 7.09     | 1.84    |
| 2019      | ヤクルト  | 68    | 0     | 0     | 0     | 0        | 2     | 3     | 4        | 28          | .400  | 282   | 67.2     | 55       | 7           | 25       | 0     | 1        | 77       | 4     | 0        | 34    | 28       | 3.72     | 1.18    |
| 2020      | ヤクルト  | 42    | 0     | 0     | 0     | 0        | 5     | 2     | 0        | 12          | .714  | 175   | 42.1     | 37       | 6           | 17       | 0     | 0        | 35       | 1     | 0        | 18    | 17       | 3.61     | 1.28    |
| 2021      | ヤクルト  | 29    | 0     | 0     | 0     | 0        | 0     | 0     | 0        | 8           | ----  | 106   | 25.1     | 22       | 4           | 9        | 0     | 2        | 29       | 1     | 0        | 7     | 7        | 2.49     | 1.22    |
| 2022      | ヤクルト  | 41    | 0     | 0     | 0     | 0        | 4     | 3     | 0        | 16          | .571  | 168   | 39.0     | 37       | 6           | 15       | 2     | 1        | 26       | 3     | 0        | 15    | 13       | 3.00     | 1.33    |
| 2023      | ヤクルト  | 5     | 0     | 0     | 0     | 0        | 0     | 0     | 0        | 0           | ----  | 36    | 8.0      | 9        | 1           | 4        | 0     | 0        | 4        | 1     | 0        | 3     | 3        | 3.38     | 1.63    |
| 2024      | 中日      | 18    | 0     | 0     | 0     | 0        | 1     | 0     | 0        | 2           | 1.000 | 97    | 21.2     | 26       | 0           | 6        | 2     | 1        | 12       | 0     | 0        | 13    | 10       | 4.15     | 1.48    |
| 通算：8年 | 通算：8年 | 234   | 3     | 0     | 0     | 0        | 15    | 11    | 4        | 76          | .577  | 1029  | 238.2    | 218      | 30          | 107      | 5     | 8        | 216      | 14    | 0        | 119   | 105      | 3.96     | 1.36    |

- 2024年度シーズン終了時

### 年度別守備成績
| 年 度 | 球 団    | 投手  | 投手  | 投手  | 投手  | 投手  | 投手     |
| 年 度 | 球 団    | 試 合 | 刺 殺 | 補 殺 | 失 策 | 併 殺 | 守 備 率 |
| ----- | -------- | ----- | ----- | ----- | ----- | ----- | -------- |
| 2017  | ヤクルト | 2     | 0     | 1     | 0     | 0     | 1.000    |
| 2018  | ヤクルト | 29    | 3     | 4     | 0     | 0     | 1.000    |
| 2019  | ヤクルト | 68    | 4     | 12    | 1     | 0     | .941     |
| 2020  | ヤクルト | 42    | 0     | 10    | 0     | 1     | 1.000    |
| 2021  | ヤクルト | 29    | 0     | 3     | 0     | 1     | 1.000    |
| 2022  | ヤクルト | 41    | 0     | 3     | 0     | 1     | 1.000    |
| 2023  | ヤクルト | 5     | 0     | 2     | 0     | 0     | 1.000    |
| 2024  | 中日     | 18    | 2     | 4     | 0     | 0     | 1.000    |
| 通算  | 通算     | 234   | 9     | 39    | 1     | 3     | .980     |

- 2024年度シーズン終了時

### 記録
投手記録
- 初登板・初先発登板：2017年8月9日、対横浜DeNAベイスターズ17回戦（明治神宮野球場）、3回5失点で敗戦投手[30]
- 初奪三振：同上、1回表に柴田竜拓から見逃し三振
- 初ホールド：2018年8月17日、対阪神タイガース14回戦（明治神宮野球場）、7回表に2番手で救援登板・完了、1回無失点
- 初勝利：2018年8月25日、対横浜DeNAベイスターズ18回戦（明治神宮野球場）、7回表に4番手で救援登板・完了、1回無失点
- 初セーブ：2019年5月6日、対阪神タイガース7回戦（明治神宮野球場）、9回表に4番手で救援登板・完了、1回無失点

打撃記録
- 初打席：2017年8月9日、対横浜DeNAベイスターズ17回戦（明治神宮野球場）、2回裏にジョー・ウィーランドから右ゴロ

### 背番号
- 38（2017年[10] - 2023年）
- 46（2024年[27] - ）